# Siemens Energy
Siemens Energy — немецкая компания, производитель оборудования для энергетической отрасли. Создана в апреле 2020 года отделением энергетического подразделения концерна Siemens в самостоятельную компанию; концерн сохраняет 35 % акций компании. 

## Деятельность
Подразделения по состоянию на 2021 год:
- Газ и электроэнергетика — оборудование и технологии для электросетей (в первую очередь высоковольтных), оборудование для электростанций (газовые и паровые турбины, генераторы, контрольные системы), оборудование для нефтегазовой и других отраслей промышленности; 64 % выручки.
- Возобновляемая энергетика — контрольный пакет акций (67 %) в испанской компании Siemens Gamesa Renewable Energy; проектирование, производство и установка ветрогенераторов; 36 % выручки.

Географическое распределение выручки:
- Европа, СНГ, Ближний Восток и Африка — 49 %
  - Германия — 8 %
- Америка — 28 %
  - США — 17 %
- Азия и Австралия — 22 %
  - Китай — 6 %.

## Продукция
- Производство энергии на ископаемом топливе (газотурбинные электростанции, электростанции комбинированного цикла (ПГУ) и паротурбинные электростанции)
- Газовые турбины, паровые турбины, генераторы и компрессоры
- Производство энергии из возобновляемых источников (прежде всего, за счет преобразования энергии ветра и гидроэнергии)
- АСУ ТП, электротехническое оборудование и информационные технологии для электростанций[5]
- Решения по техобслуживанию электростанций и их АСУ ТП, включая обучение и консультирование
- Сервисное обслуживание компонентов (газовых турбин, паровых турбин и компрессоров для промышленного применения)
- Нефть и газ:
  - для нефтегазовой промышленности: решения по увеличению давления для повышения отдачи нефтяных и газовых месторождений (Depletion Compression), готовые решения для магистральных трубопроводов, плавучие установки для добычи, хранения и отгрузки нефти (FPSO — Floating Production, Storage and Offloading), а также нефтеперерабатывающие заводы
  - для обрабатывающей промышленности: стандартные изделия, компрессорные линии, модульные и выполненные под конкретные требования заказчика
  - для производителей энергии промышленного и коммунального назначения: промышленные газовые турбины, компактные паровые турбины, промышленные паровые турбины, когенерационные установки, паровые турбины для солнечных электростанций
- Передача электроэнергии: продукция и решения в области высоковольтного распределения энергии, готовые трансформаторные подстанции и силовые трансформаторы, оборудование для высоковольтных линий постоянного тока (HVDC)